# Yu Xiuhua
Yu Xiuhua (traditionell kinesiska: 余秀華?, förenklad kinesiska: 余秀华?, pinyin: Yú Xiùhuá), född 22 mars 1976 i Hengdian, är en kinesisk poet, publicerad i Sverige som Xiu Hua Yu.

## Biografi
Yu Xiu Hua är född och uppvuxen  i en lantbrukarfamilj i  Hengdian, en liten by i Hubeiprovinsen. En motorisk funktionsnedsättning med gång- och talsvårigheter har lett till ett utanförskap bland byinvånarna och svårigheter att skapa ett eget liv utanför hemmiljön. Hon började tidigt formulera sig med poesin som uttrycksmedel. Ett arrangerat äktenskap där hon födde en son blev olyckligt och ledde till skilsmässa. När internet erbjöd möjlighet att få kontakter utanför sin hemmiljö skapade hon på Kinas Wechat-plattform  en blogg där hon började publicera poesi. Där väckte  speciellt en dikt som oförblommerat ger uttryck för sexuell längtan stor uppmärksamhet inte minst bland unga personer och hon fick snabbt mängder av följare. En första diktsamling publicerades 2014 och hon fick möjlighet att resa runt i landet för att möta sin publik. Hon har framträtt i TV-program, blivit föremål för otaliga intervjuer och hon har också besökt Stanford och andra universitet i USA. En dokumentär om hennes liv, Still Tomorrow, finns på Youtube. Hon lever fortfarande med sin far efter moderns bortgång medan sonen studerar i Wuhan. De flesta husen i byn har rivits för att ge plats åt mer modern bebyggelse men hennes och familjens ursprungliga bostad finns bevarad.

## Författarskap
Yu Xiu Hua skriver om erotisk längtan, sorg och kärlek, men hon skildrar också livet och naturen i hembyn. Dikten ”Att korsa halva Kina för att ligga med dig” från 2014 väckte enorm uppmärksamhet och blev viral. Samma år upptäcktes hon av tidskriftsredaktören Liu Nian, som lät publicera ett urval av hennes dikter. Därefter har hon publicerat ytterligare två diktsamlingar. Den tredje samlingen, Vi har älskat, vi har glömt (2016), är under svensk översättning av Birgitta Lindqvist.